# Carolina Mallol
Carolina Mallol Duque (Barcelona, 1973) és una arqueòloga professora i investigadora en ciències arqueològiques a la Universitat de La Laguna a Tenerife, Espanya.

## Trajectòria
Mallol va iniciar els seus estudis de grau a la Universitat dels Andes (Bogotà, Colòmbia). Després d'un any es va mudar a Espanya i va cursar dos anys de la llicenciatura de Geografia i Història a la Universitat de Castella-la Manxa (Toledo). El 1994 es va traslladar a Tarragona per poder optar a una major especialització en prehistòria, obtenint la seva llicenciatura en Geografia i Història a la Universitat Rovira i Virgili. El 1997 es va traslladar a la Universitat Harvard (Cambridge, EUA) amb una beca de la Fundació la Caixa, i va obtenir un màster (2001) i un doctorat (2004) en Antropologia. Durant els seus estudis a Harvard va rebre diverses beques, entre elles una de la Fundació Nacional de Ciències per a la seva investigació de doctorat, que comprèn un estudi geoarqueològic microscòpic de tres llocs del Paleolític Inferior: Ubeidiya (Israel), Dmanisi (Geòrgia) i Gran Dolina , Atapuerca (Espanya).
Des del 2022, Mallol ocupa el càrrec d'investigadora i professora titular a la Universitat de La Laguna. Abans va ser professora contractada doctora (2019-2022), investigadora postdoctoral Ramón y Cajal (2014-2019), i investigadora postdoctoral Juan de La Cierva (2009-2012) a la mateixa universitat, i investigadora postdoctoral Marie Curie (2006-20 el Centre Nacional per a la Investigació Científica (CNRS-UMR 6636). Entre 2004 i 2005 va ser investigadora postdoctoral de l'American School of Prehistoric Research a la Universitat Harvard.
Com a geoarqueòloga, està especialitzada en l'estudi microscòpic de sòls i sediments arqueològics. Les seves investigacions micromorfològiques s'han centrat en els processos de formació de jaciments paleolítics a diferents regions del món. S El seu objectiu han estat els homínids i la pirotecnologia, utilitzant eines analítiques de la geologia i la biogeoquímica. Ha treballat amb restes de fogueres a molts jaciments neandertals, inclosos El Salt i Abric del Pastor, a prop de la ciutat d'Alcoi, així com en llocs del Paleolític mitjà a França, Geòrgia, Montenegro, Armènia i Uzbekistan. Ha estat investigadora principal d'11 projectes de recerca, entre els quals diversos finançats per la Fundació Leakey sobre Tecnologia de Foc Neandertal. El 2014 va rebre una prestigiosa ERC Consolidator Grant del Consell Europeu de Recerca (PALEOCHAR) per explorar residus microscòpics i moleculars de matèria orgànica cremada per obtenir pistes sobre el clima, la dieta i la tecnologia en contextos neandertals.

## Premis i reconeixements
El 2013, Mallol va rebre el Premi UCLA Cotsen Junior a Prehistòria. L'any 2016, va ser guardonada amb el Premi Universitari d'Estudis de les Dones (IUEM 8 de març), atorgat anualment per l'Institut Universitari d'Estudis de la Dona de la Universitat de la Llacuna.